# Discothyrea leae
Discothyrea leae är en myrart som beskrevs av Clark 1934. Discothyrea leae ingår i släktet Discothyrea och familjen myror. Inga underarter finns listade i Catalogue of Life.